# Cantone di León Cortés
Il cantone di León Cortés è un cantone della Costa Rica facente parte della provincia di San José. Prende il nome dall'ex presidente del paese León Cortés Castro.

## Geografia antropica

### Suddivisioni amministrative
Il cantone  è suddiviso in 6 distretti:
- Llano Bonito
- San Andrés
- San Antonio
- San Isidro
- San Pablo
- Santa Cruz